# Yakuza 2
Yakuza 2 (龍が如く2 Ryū ga Gotoku 2?) es un videojuego de acción y aventura de Sega, es la secuela a Yakuza. Fue lanzado el 7 de diciembre de 2006 para PlayStation 2 en Japón y en septiembre de 2008 en Norteamérica y Europa. El juego se centra en el antiguo yakuza Kazuma Kiryu quien recibe una solicitud de ayuda de su grupo anterior, el Clan Tojo, para mantener las relaciones con el grupo oriental, la Familia Omi, estable. A través del viaje de Kazuma, se entera de un grupo de mafia coreana vinculado con la Familia Omi y se convierte en el rival del "Dragón Kansai" de Omi, Ryuji Goda.
Yakuza 2 tiene varias características de jugabilidad de su predecesor. Sega deseaba mejorar el motor de lucha basado en los comentarios de los fanáticos, para proporcionar una experiencia más rica. La historia tenía como objetivo presentar una profunda historia de amor para adultos, algo que no se vio en el juego anterior. Además, para las versiones occidentales, el audio japonés original se mantuvo en contraste con el juego anterior que contenía audio en inglés.
La recepción crítica a Yakuza 2 fue positiva, y los revisores elogiaron la presentación y el sistema de lucha. Una nueva versión de PlayStation 4 del juego, Yakuza Kiwami 2, se lanzó en 2017.

## Desarrollo
Yakuza 2 se anunció en agosto de 2006 con Sega prometiendo un sistema de lucha mejorado y una mayor exploración. Nagoshi comentó algunos de sus objetivos con Yakuza 2. Además de proporcionar una historia dramática más profunda sobre lo que se encontró en el original, el juego también tiene algunos temas que no estaban en el original, incluida una historia de amor para adultos. El equipo de Sega consideró la entrada de los fanáticos al realizar cambios en Yakuza 2. Uno de los principales objetivos en el desarrollo de Yakuza 2. Estaba mejorando su motor de combate. Contabilizar las peleas contra múltiples oponentes fue una de las cosas más importantes que se consideraron al mejorar el motor de lucha. Se hizo mucho más fácil, por ejemplo, atacar a los enemigos que vienen al personaje del jugador desde múltiples direcciones, y cambiar de objetivo en el medio de un combo para eliminar rápidamente a alguien que puede haberse colado en tu flanco. Como resultado, el sistema de lucha fue pulido y el personal creyó que lo habían logrado. Al localizar el juego, el audio japonés se mantuvo en lugar de producir un doblaje en inglés. Esto no demostró dificultades. El equipo también agregó más movimientos de calor para hacer que las peleas sean más emocionantes.
El director de las grabaciones de voz desanimó a los actores de la voz a que se replegaran de los clichés de la actuación de personajes de anime. Cuando las escenas que involucran personajes que intercambian insultos y se amenazan mutuamente toman cadencias de dibujos animados, la sensación de tensión y suspenso se evapora. La decisión de no usar un estilo exagerado de actuación fue lo que el compositor pensó que añadía a la sensación dramática distintiva de la serie. Este es el primer juego de la serie que presenta solo la actuación de voz en japonés para su lanzamiento en EE. UU. y PAL como respuesta a las críticas a la voz en inglés que actúa en el primer juego.